# Чхве Гым Чхоль
Чхве Гым Чхоль (кор. 최금철?, 崔今哲?; 9 февраля 1987, Пхеньян, КНДР) — северокорейский футболист, нападающий клуба «Лимёнсу». Выступал за сборную КНДР.

## Карьера

### Клубная
С 2008 по 2009 год выступал в Северокорейской лиге за «Лимёнсу». В 2010 году перешёл в клуб «25 апреля».

### В сборной
В составе главной национальной сборной КНДР дебютировал 7 июня 2008 года в проходившем в Пхеньяне матче отборочного турнира к чемпионату мира 2010 года против сборной Туркменистана, тогда же на 72-й минуте матча забил и свой первый гол, чем принёс своей команде победу со счётом 1:0. Всего провёл в том розыгрыше 8 встреч. 23 августа 2009 года, выйдя на замену в проходившем в Гаосюне матче чемпионата Восточной Азии против сборной Гуама, Чхве установил личный рекорд, отметившись сразу 3 голами в ворота соперника, та встреча завершилась со счётом 9:2 в пользу КНДР.
В 2010 году Чхве был включён в заявку команды на финальный турнир чемпионата мира в ЮАР, где сыграл в 1 матче сборной.